# Podewils (Familienname)
Podewils ist ein deutscher Familienname und der Name eines pommerschen Adelsgeschlechts.

## Namensträger
Podewils, ein Adelsgeschlecht mit Stammsitz in Podwilcze, erstmalig erwähnt im 14. Jahrhundert
- Adam von Podewils (Amtshauptmann) (vor 1480–1503), herzoglich Pommerscher Rat und Amtshauptmann
- Adam von Podewils (Regierungsrat) (1617–1697), pommerscher Regierungsrat und Kammerpräsident
- Adam Joachim von Podewils (1697–1764), preußischer Generalmajor
- Barbara von Podewils-Juncker-Bigatto (* 1936), deutsche Autorin, siehe Barbara von Wulffen
- Christian Ferdinand von Podewils (1768–1831), preußischer Generalmajor
- Christian Ludwig von Podewils (1723–1783), preußischer Staatssekretär und Geheimer Legations- und Hofrat
- Clemens Graf von Podewils (1905–1978), deutscher Journalist und Schriftsteller
- Clemens von Podewils-Dürniz (1850–1922), bayerischer Politiker
- Constantin Guido von Podewils (1703–1762), preußischer Generalmajor
- Dionysius von Podewils († 1647), herzoglich gottorpscher, später königlich dänischer Rat und Gesandter sowie Hofmarschall
- Erdmann von Podewils-Dürnitz (1877–1952), deutscher Jurist, Diplomat, Generalkonsul und Gesandter
- Ernst Friedrich von Podewils (1718–1782), Landrat des Kreises Belgard-Polzin
- Ernst Peter von Podewils (1737–1791), preußischer Kapitän, Landrat des Kreises Demmin
- Felix von Podewils (1611–1686), schwedischer Oberst und Landrat
- Ferdinand Friedrich Wilhelm Werner von Podewils (1801–1881), preußischer Generalmajor
- Franz Friedrich Jakob von Podewils (1779–1842), bayerischer Regimentskommandeur und Kommandeur der Festung Germersheim
- Franz Wilhelm von Podewils (1705–1768), pommerscher Regierungsrat
- Friedrich von Podewils (Politiker) (1804–1863), deutscher Beamter, Politiker und Regierungspräsident
- Friedrich Heinrich von Podewils (1746–1804), deutscher Landrat
- Friedrich Wilhelm von Podewils (1723–1784), preußischer Generalmajor
- Friedrich von Podewils (Politiker, 1782) (1782–1852), preußischer Oberst und Abgeordneter
- Georg Friedrich von Podewils (um 1695–vor 1747), Landesdirektor und Landrat im Kreis Schivelbein
- Heinrich von Podewils (Feldmarschall) (1615–1696), braunschweigisch-lüneburgischer Generalfeldzeugmeister, französischer Feldmarschall
- Heinrich von Podewils (Politiker) (1696–1760), preußischer Außen- und Kabinettsminister Friedrichs des Großen
- Heinrich Peter von Podewils (1749–1809), preußischer Landrat und Landesdirektor
- Johann Wilhelm Ludwig von Podewils (1762–1825), preußischer Landrat im Kreis Brandenburg

- Otto Christoph von Podewils (1719–1781), preußischer Diplomat
- Otto Wilhelm von Podewils (1595–1657), Gouverneur von Pillau und Chef des Altpreußischen Infanterieregiments No. 14 (1806)
- Peter von Podewils (vor 1490–vor 1522), herzoglich pommerscher Rat, Vogt und Amtshauptmann von Loitz, siehe Peter Podewils
- Peter Ernst von Podewils (1690–1755), preußischer Oberst
- Peter Heinrich von Podewils (1780–1838), preußischer Generalmajor und Verwaltungsbeamter
- Philipp von Podewils (1809–1885), Direktor der Königlich Bayerischen Gewehrfabrik, Erfinder
- Sophie Dorothee von Podewils (1909–1979), deutsche Erzählerin und Lyrikerin
- Ulrich Podewils (* 1947), deutscher Jurist und Hochschulmanager